# 런아이향

런아이향의 위치

런아이향(중국어: 仁愛鄉, 병음: Rén'ài Xiāng)은 중화민국 난터우현의 향이다. 넓이는 1,273.5312km2이고, 인구는 2015년 8월 기준으로 15,695명이다. 준험한 산악 지대에 위치해 예부터 평포족의 거주지로서 알려져 있었다. 향의 중심 지구인 우서(霧社)는 대만일치시기에 일어난 우서 사건의 무대이다.

## 지리
런아이향은 난터우현 동부에 위치하고 행정의 중심은 우서 지구에 설치되어 있다. 중양산맥상에 위치하기 때문에 지세는 험하고 그 풍경 덕분에 관광업이 발달해 있다. 역내에는 원주민인 타이얄족, 시디크족, 부눈족이 많이 거주하고 있다.